# Paul Claude Silva
Paul Claude Silva, nacido el 31 de octubre de 1922 en San Diego, California y fallecido el 12 de junio de 2014 en Berkeley, California, fue un biólogo marino y ficólogo estadounidense especializado en la taxonomía de las algas.

## Biografía
Silva completó su grado en la Universidad del Sur de California, aunque su educación fue interrumpida por la Segunda Guerra Mundial, en la que sirvió en la Marina estadounidense en el USS Darby, participando en la batalla del golfo de Leyte.
Asistió a la Universidad Stanford para su máster, estudiando con Gilbert Morgan Smith, y a la Universidad de California en Berkeley (UCB) para su doctorado. Más tarde Silva trabajó como botánico de investigación y conservador de algas en el herbario de la UCB.
Silva fue un experto en nomenclatura botánica, y es considerado como el principal experto mundial en el género Codium de las clorófitas (algas verdes).
Fue uno de los editores desde el octavo al decimosexto Congreso Internacional de Botánica, congresos que establecen el Código Internacional de Nomenclatura para Algas, Hongos y Plantas.
En 1958 fue elegido presidente de la Phycological Society of America.

## Abreviatura
La abreviatura P.C.Silva se emplea pare reconocer a Paul Claude Silva como autoridad en la descripción y taxonomía en botánica.